# Michael Dmitriev
Michael Dmitriev (7 de febrero de 1986) es un deportista israelí que compitió en natación, en la modalidad de aguas abiertas. Ganó una medalla de bronce en el Campeonato Europeo de Natación en Aguas Abiertas de 2011, en la prueba de 5 km.

## Palmarés internacional
| Campeonato Europeo | Campeonato Europeo | Campeonato Europeo | Campeonato Europeo |
| Año                | Lugar              | Medalla            | Prueba             |
| ------------------ | ------------------ | ------------------ | ------------------ |
| 2011               | Eilat (Israel)     | Medalla de bronce  | 5 km               |